# Voo Independent Air 1851
O Voo Independent Air 1851 foi um voo charter da companhia estadunidense Independent Air, que culminou com um grave acidente aéreo. A aeronave, um Boeing 707 com o registro N7321T, colidiu com o Pico Alto, na ilha de Santa Maria (arquipélago dos Açores), causando a morte dos seus 144 ocupantes, no que é considerado um dos piores desastres aéreos ocorridos em território português.

## Aeronave
O Boeing 707 destruído no acidente foi fabricado em março de 1968, tendo recebido o registro N28727. A aeronave foi brevemente operada pela companhia de petróleo Saudi Aramco até ser vendida para a companhia aérea estadunidense TWA em 30 de junho de 1968. Permaneceu ao serviço desta última até 1983 quando foi vendido para a empresa Atlanta Skylarks. No ano seguinte a empresa trocou de proprietários e foi renomeada Independent Air enquanto o Boeing 707 recebeu o novo registro N-7321T.

## Acidente
Seis agências de turismo italianas reuniram-se no início de 1989 e elaboraram pacotes turísticos para Punta Cana, na República Dominicana. Após comercializar os pacotes turísticos, as agências fretaram o Boeing 707 N7321T da Independent Air. A empresa aérea programou um voo da cidade de Bergamo, nos arredores de Milão, para Punta Cana, com uma escala para reabastecimento nos Açores.
O voo teve início às 10h04 (UTC) do dia 8 de fevereiro de 1989, quando o Boeing descolou do aeroporto Il Caravaggio com uma tripulação de 7 estadunidenses, transportando 137 turistas italianos.
O voo decorreu normalmente até ao espaço aéreo de Santa Maria, quando o Boeing foi vetorizado para pouso pela torre de controle do aeroporto. Durante a aproximação, a aeronave colidiu com o Pico Alto, a 547 metros de altura. O impacto rompeu os tanques de combustível e parte da fuselagem da aeronave. Poucos segundos depois, uma grande explosão espalhou destroços e pedaços de corpos por uma área de centenas de metros quadrados. Pouco pode ser feito pelas equipes de resgate, de forma que os trabalhos se concentraram na localização e resgate das caixas pretas da aeronave e na recolha dos restos mortais dos passageiros.

## Investigações
A comissão de investigação concluiu que o acidente foi causado por erro humano. A aeronave deveria voar a 3 mil pés durante a aproximação para o pouso no aeroporto de Santa Maria, porém encontrava-se apenas a 2 mil pés. Esse erro foi agravado pelos seguintes fatoresː
Tripulação
- Inexperiência da tripulação em voos internacionais (principalmente do copiloto);
- Formação deficiente da tripulação, que não conseguiu evitar o choque com o solo, apesar dos alarmes de colisão com o solo (GPWS) terem soado na cabine durante os minutos finais do voo;
- Apatia da tripulação em lidar com uma situação adversa;
- Falhas de comunicação por parte da tripulação com os controladores de voo do aeroporto;
- Plano de voo incorreto para pouso em Santa Maria, elaborado sem levar em consideração normas e regulamentos de operação das autoridades aeronáuticas portuguesas.

Controle de voo do aeroporto de Santa Maria
- Transmissão de dados incorretos de altitude (cerca de 240 m de diferença entre a altitude real e a aferida) para a tripulação do Independent Air 1851.

## Consequências
Após a queda da aeronave, o governo italiano cancelou todas as licenças de operação de companhias aéreas de voo charter estrangeiras, incluindo a Independent Air. Alguns meses depois as agências de turismo cancelaram contratos com a Independent, que fechou as portas pouco tempo depois.

## Ver também

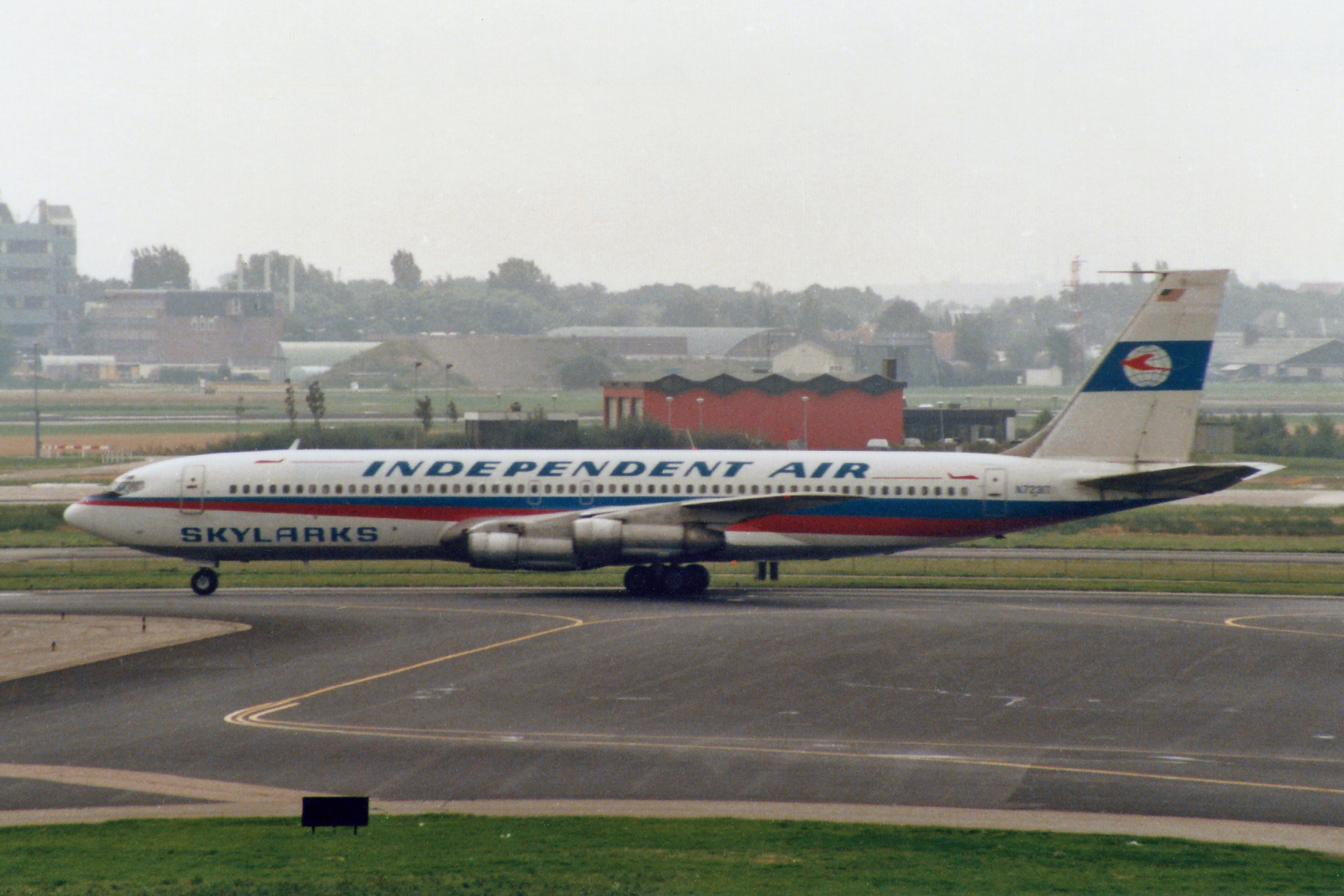
O Boeing 707 envolvido no acidente.
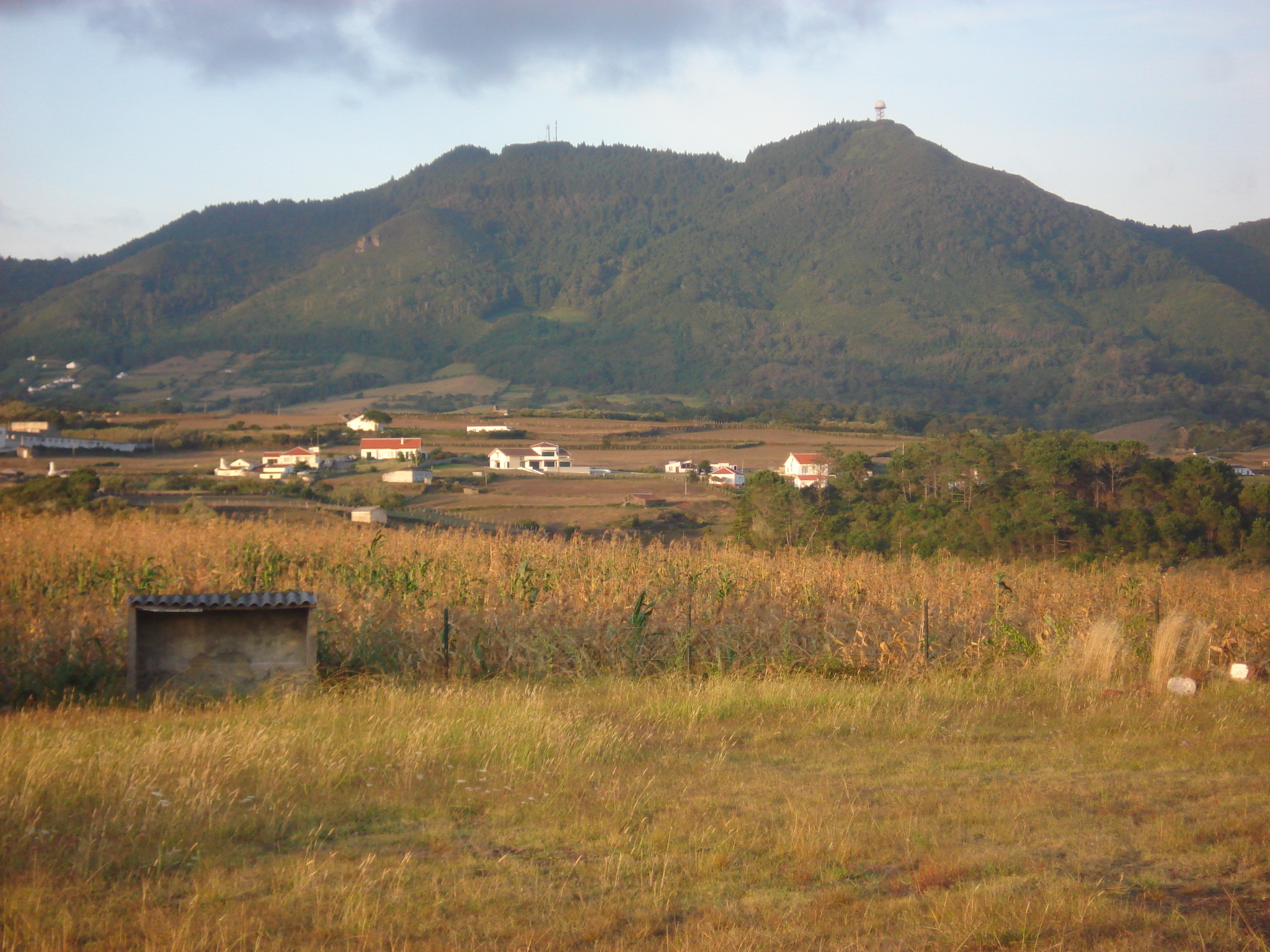
Vista do Pico Alto, Ilha de Santa Maria.
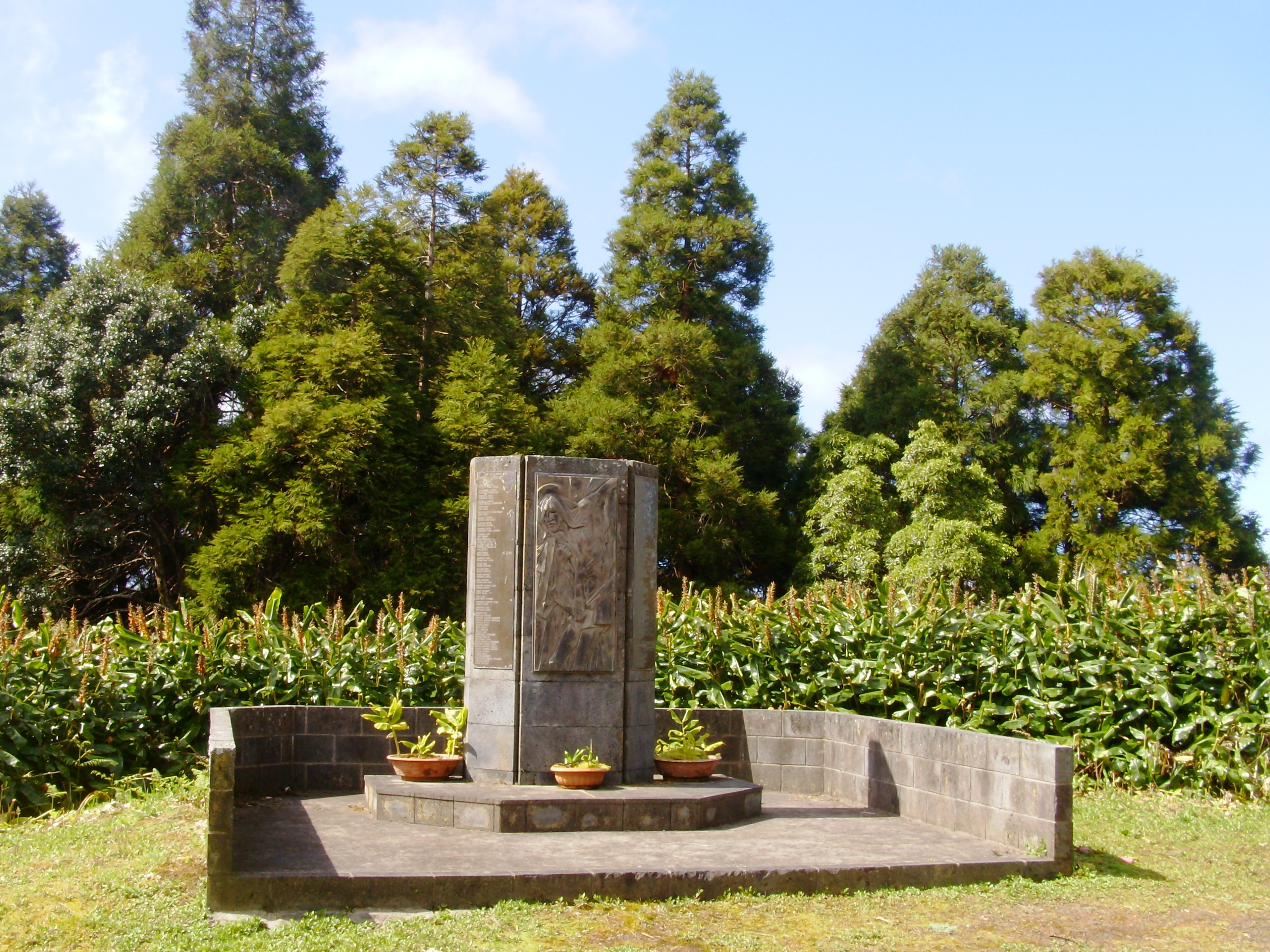
Monumento erguido na Ilha Santa Maria em homenagem aos mortos no acidente.